# Luigi Tansillo
Luigi Tansillo (Venosa, 1510 — Teano, 1568) fue un poeta italiano.
Amigo de Garcilaso de la Vega, alcanzó notoriedad en España por su poema Las lágrimas de san Pedro, traducido en quintillas por Luis Gálvez de Montalvo (Toledo, 1587). Introdujo en la lírica una flexibilidad pasional, una acentuación tonal y un sentimiento idílico que preludian los modelos barrocos.

## Obras
Égloga Los dos peregrinos, El vendimiador, Capitoli, Las estancias a Bernardino Martirano, los poemas pedagógicos El dominio y La hacienda y publicadas póstumamente, Las lágrimas de san Pedro y Cancionero.